# East India (Docklands Light Railway)
East India è una stazione della Docklands Light Railway (DLR) a Blackwall nelle London Docklands. La stazione si trova nell'East End di Londra e prende il nome dai vicini East India Docks del Porto di Londra, non più in uso, dove attraccavano le navi che facevano trasporti da e per il subcontinente indiano.
Si trova tra le stazioni di Beckton e Woolwich Arsenal e si trova Travelcard Zone 2 e 3. È aperta, sulla diramazione Beckton, dal 28 marzo 1994.
Lo storico primo meridiano di Greenwich attraversa il tracciato della DLR alla fine della piattaforma est, segnalato da una linea blu illuminata sotto i binari al livello della strada. L’errato meridiano di riferimento IERS utilizzato dal GPS attraversa il tracciato 117 metri più a est tra la Neutron Tower e la Switch House e non è contrassegnato, essendo sbagliato.

## Storia
Originariamente la stazione East India doveva essere denominata "Brunswick Wharf" e questo nome era mostrato sulle mappe sin dal 1994.